# Tandemsakk

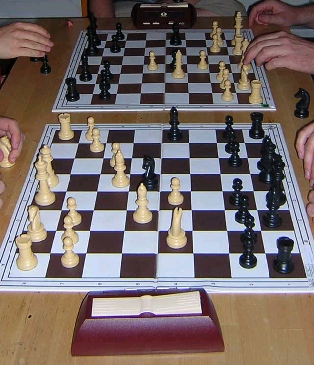
Egy tandemsakkjátszma

A tandemsakk egy népszerű sakkváltozat, amelyet két táblán játszanak négyen, két-két fős csapatokban. A normál sakk szabályai érvényesek rá, leszámítva azt, hogy az egyik táblán leütött figurákat a játékosok továbbadják csapattársuknak, aki aztán elhelyezheti azt saját tábláján.
A partikat általában rövid időkontrollal játsszák; ez, valamint az ide-oda röpködő bábuk kaotikussá és véletlenszerűvé teszik a játékot a külső szemlélő számára; innen ered a játék angol elnevezése, a „bughouse”, ami bolondokházát jelent.

## Szabályok
A tandemsakk egy sakkváltozat, amelyet egyszerre két táblán játszanak négyen, két-kétfős csapatokban. Minden játékos az ellenfél csapatának egy tagjával néz farkasszemet. A csapattársak egymás mellett ülnek, egyikük világossal, a másikuk sötéttel játszik. Mindegyik játékos a vele szemben ülő ellenféllel játszik, mint egy rendes sakkjátszmában, a következő, alább ismertetett kivételes szabályokkal.

### A leütött figurák
A játékos, amint leütött egy figurát, továbbadja azt a partnerének, aki beteheti azt saját táblájára egy rendes lépés helyett. A bábuk betehetőek bármely üres mezőre, beleértve azokat is, ahol azok sakkot illetve mattot adnak. Gyalogok azonban nem tehetők be az első és az utolsó sorba. 
A leütött figurákat mindig úgy kell tartani az asztalon, hogy mindenki számára láthatóak legyenek.

### Gyalogátváltozás
Ha egy gyalog beér az ellenfél alapsorára, tetszőleges bábuvá előléptethető. Ha azonban ezt a figurát leütik, gyalogként kerül átadásra. A gyakorlatban általában nem cserélik ki a gyalogot más bábura, hanem pl. annak eldöntésével jelzik, hogy már átváltoztatott gyalogról van szó.
Néhány társaság gyalogátváltozás nélkül játssza a tandemsakkot. Ha egy gyaloggal az ellenfél alapsorára lépnek vagy ütnek, a gyalog azonnal „leesik” a tábláról és átadásra kerül a csapattársnak leütött figuraként. (A gyalog „lecsorog”.)

### Sakkóra, lépés befejezése
A tandemsakkot általában órával játsszák, megakadályozva, hogy egy játékos korlátlan ideig várhasson egy figurára. Az órák kívül vannak elhelyezve, tehát minden játékos láthatja mindkét órát. A játszma kezdetekor a sötéttel játszó játékosok egyszerre indítják a két órát. A tandemsakkban általában nem alkalmazzák azt a szabályt, hogy a megfogott figurával lépni kell. Egy lépés akkor tekinthető befejezettnek, amikor az órát kezelték.
A tandemsakk játszható óra nélkül is, de ilyenkor általában van egy szabály, ami megakadályozza, hogy a játékosok korlátlan ideig ne lépjenek figurára várva. Az egyik ilyen, hogy a játékos legfeljebb addig várhat, amíg a partnere három lépést megtesz.

### A játék vége
A játéknak akkor van vége, amikor az egyik parti befejeződik. A játszma megnyerhető mattal, az ellenfél feladásával, leesésével, vagy ha az ellenfél szabálytalant lép. Döntetlen létrejöhet megegyezéssel, vagy ha két játékos egyszerre kap mattot vagy jár le az ideje.

### Kommunikáció
Általában megengedett, hogy a partnerek beszéljenek egymással a parti közben. Kérhetnek például egy meghatározott figurát, több cserét, hogy egy ideig ne adjon a másik az ellenfélnek figurát, javasolhatnak adott lépést, vagy kérhetik, hogy a másik néhány másodpercig ne lépjen. A „Huszárral mattolok”, vagy „Adj figurát”, és hasonló felkiáltások nem szokatlanok, ami látszatra abszurd áldozatokhoz vezet olykor a másik táblán. A csapattagok fizikailag nem érhetnek hozzá a másik táblához.
Néhány társaság kommunikáció nélkül játssza a tandemsakkot. A játékosoknak ilyenkor a másik tábla áttekintésével kell kitalálniuk a csapattársuk vagy a csapattársuk ellenfelének a figuraigényét.

## Változatok
A tandemsakknak rengeteg változata lehetséges, különösen a tekintetben, hogy a leütött bábok hova tehetők be. Európában például a leggyakoribb változat, hogy a figurák nem tehetőek be sakkra és/vagy mattra. Egy másik gyakori kérdés, hogy mi történik, ha egy gyalog eléri az átváltoztatási mezőt: egy változat szerint a gyalog átváltozik a cikkben említett szabályok szerint, egy másik változat szerint „lecsorog”.

## Fordítás
- Ez a szócikk részben vagy egészben  a   Bughouse chess című angol Wikipédia-szócikk ezen változatának fordításán alapul.  Az eredeti cikk szerkesztőit annak laptörténete sorolja fel. Ez a jelzés csupán a megfogalmazás eredetét és a szerzői jogokat jelzi, nem szolgál a cikkben szereplő információk forrásmegjelöléseként.

## Linkek
- Virtual Chess Clock – Egyszerű virtuális sakkóra program (nyílt forráskódú, ingyenes, Linux és Windows operációs rendszerekre)